# Marcado diferencial de objeto
El Marcado Diferencial de Objeto (en inglés, Differential Object Marking) es un fenómeno lingüístico que afecta a más de 300 lenguas en el mundo, incluido el español, donde recibe el nombre de Complemento Directo Preposicional. El término fue propuesto por primera vez por Georg Bossong, aunque el fenómeno era conocido desde hace mucho.
Normalmente se espera que exista una relación de uno a uno entre la marca de caso y la función sintáctica. Por ejemplo, en inglés, los complementos directos nunca están marcados visiblemente (el complemento directo se identifica por la posición sintáctica). En las lenguas que presentan Marcado Diferencial de Objeto, no todos los complementos directos reciben una misma marca, sino que son divididos en dos grupos diferentes de acuerdo con su significado. Generalmente, solo un grupo recibe una marca, mientras el otro grupo queda sin marcar (aunque hay lenguas, como el finlandés, donde hay dos marcadores diferentes, uno para cada grupo de objetos).
Por ejemplo, en español, los objetos directos humanos y específicos reciben la preposición "a" (como en 1a):
(1a) Pedro besó a Lucía
(1b) Pedro besó el retrato / *Pedro besó al retrato
(1c) Pedro vio (a) la gata
En cambio, los objetos directos que no son animados generalmente no pueden recibir "a", incluso si son específicos como en (1b), y opcionalmente los objetos animados (no humanos) que son específicos pueden presentar "a" como en (1c).
Varios estudios proponen que hay una cierta variabilidad en cuanto a la naturaleza obligatoria de DOM en español; variedades como el español madrileño muestran tasas más altas del uso de DOM explícito que la variedad de Mérida, Venezuela, aunque las motivaciones lingüísticas que rigen su uso no difieren entre ellos. Además, los hablantes de herencia muestran un uso más restringido de DOM, muchas veces omitiéndolo en casos donde sea obligatoria prescriptivamente. Esa noción ha sido explicado por una parte una adquisición lingüística incompleta, y por otra parte por un uso disminuido de la lengua materna por esos hablantes.

## Investigaciones sobre Marcado Diferencial de Objeto
El Complemento Directo Preposicional ha sido uno de los temas más discutidos de la gramática del español en los últimos doscientos años. Una de las primeras descripciones sistemáticas la hizo Andrés Bello en su Gramática de 1847. Sin embargo, por mucho tiempo se consideró un fenómeno relativamente aislado, curioso pero sin mucha relevancia teórica. Eso cambió con las investigaciones de Georg Bossong, que mostraron que el fenómeno ocurría de manera consistente en más de 300 lenguas. Desde entonces, se ha creado una importante tradición de trabajos teóricos que investigan el fenómeno. La presente lista no debería considerarse exhaustiva.

### Trabajos de alcance general
- Aissen, Judith. 2003. Differential object marking: Iconicity vs. Economy. Natural Language & Linguistic Theory 21:435-448.
- Bittner, Maria. 1994. Case, scope, and binding. Studies in Natural Language and Linguistic Theory v. 30. Dordrecht ; Boston: Kluwer Academic Publishers.
- Bossong, Georg. 1983-1984. Animacy and Markedness in Universal Grammar. Glossologia 2-3:7-20.
- Bossong, Georg. 1985. Empirische Universalienforschung. Differentielle Objektmarkierung in der neuiranischen Sprachen. Tübingen: Narr.
- Bossong, Georg. 1991. Differential object marking in Romance and beyond. In New Analyses in Romance Linguistics, Selected Papers from the XVIII Linguistic Symposium on Romance Languages 1988, eds. D. Wanner and D. Kibbee, 143-170. Ámsterdam: Benjamins.
- Bossong, Georg. 1997. Le Marquage Différentiel de L'Objet dans les Langues d'Europe. In Actance et Valence dans les Langues d'Europe, ed. J. Feuillet, 193-258. Berlín: Mouton de Gruyte.
- De Swart, Peter. 2007. Cross-linguistic Variation in Object Marking, University of Nijmegen: PhD Dissertation.
- Öztürk, Balkiz. 2005. Case, Referentiality and Phrase Structure. Ámsterdam: John Benjamins.
- Pensado, Carmen. 1995. El complemento directo preposicional: estado de la cuestión y bibliografía comentada. En: El complemento directo preposicional, ed. Carmen Pensado, 11-59. Madrid: Visor.
- Rodríguez-Mondoñedo, Miguel. 2007. The Syntax of Objects. Agree and Differential Object Marking, University of Connecticut: PhD Dissertation.
- Torrego, Esther. 1998. The dependencies of objects. Linguistic Inquiry Monographs, 34. Cambridge, Mass.: MIT Press. Archivado el 11 de septiembre de 2006 en Wayback Machine.

### Trabajos sobre el Complemento Directo Preposicional en español
- Ariza Viguera, Manuel. 1989. La preposición A de objeto: Teorías y panorama. Lexis 13:203-222.
- Bello, Andrés. 1847. Gramática de la lengua castellana destinada al uso de los americanos. Anotada por Rufino José Cuervo, ed. crítica de Ramón Trujillo. Madrid: Arcolibros, 1988.
- Brugé, Laura, and Brugger, Gerhard. 1996. On the Accusative a in Spanish. Probus 8:1-51.
- Demonte, Violeta. 1987. C-command, prepositions, and predications. Linguistic Inquiry 18:147-157.
- Fernández Ramírez, Salvador. 1986. Gramática española 4. El verbo y la oración. Madrid: Arco/Libros.
- Heusinger, Klaus von, and Kaiser, Georg A. 2003. Animacy, Specificity, and Definiteness in Spanish. In Proceedings of the Workshop Semantic and Syntactic Aspects of Specificity in Romance Languages. Arbeitspapier 113, eds. Klaus von Heusinger and Georg A. Kaiser, 41-65. Konstanz: Universität Konstanz. (enlace roto disponible en Internet Archive; véase el historial, la primera versión y la última).
- Heusinger, Klaus von, and Kaiser, Georg A. 2005. The evolution of differential object marking in Spanish. In Proceedings of the Workshop “Specificity And The Evolution / Emergence of Nominal Determination Systems in Romance”, eds. Klaus von Heusinger, Georg A. Kaiser and Elisabeth Stark, 33-70. Konstanz: Universität Konstanz. Archivado el 18 de junio de 2007 en Wayback Machine.
- Isenberg, Horst. 1968. Das direkte Objekt im Spanischen. Studia Grammatica 9. Berlín: Akademie-Verlag.
- Laca, Brenda. 2006. El objeto directo. La marcación preposicional. En Sintaxis histórica de la lengua española. Primera parte: La frase verbal, ed. Concepción Company, 423-478. México: Fondo de Cultura Económica / UNAM.
- Leonetti, Manuel. 2004. Specificity and Differential Object Marking in Spanish. Catalan Journal of Linguistics 3:75-114.
- Luján, Marta. 1978. Direct object nouns and the preposition "a" in Spanish. Texas Linguistic Forum 10:30-52.
- Martín, Juan. 2005. Aspectual Quantization and [±] Accusative Case Checking in Romance. In Romance Languages and Linguistic Theory 2003, eds. Twan Geerts, Ivo van Ginneken and Haike Jacobs, 177–196. Ámsterdam: John Benjamins.
- Pensado, Carmen ed. 1995. El complemento directo preposicional. Madrid: Visor.
- Rodríguez-Mondoñedo, Miguel. 2007. The Syntax of Objects. Agree and Differential Object Marking, University of Connecticut: PhD Dissertation.
- Torrego, Esther. 1998. The dependencies of objects. Linguistic Inquiry Monographs, 34. Cambridge, Mass.: MIT Press. Archivado el 11 de septiembre de 2006 en Wayback Machine.